# IndyCar Series 2010
IndyCar Series 2010 kommer att köras mellan den 14 mars och 2 oktober.

## Delsegrare
| Datum        | Bana             | Vinnare           | Team                | Rapport |
| ------------ | ---------------- | ----------------- | ------------------- | ------- |
| 14 mars      | São Paulo        | Will Power        | Team Penske         | *       |
| 28 mars      | Saint Petersburg | Will Power        | Team Penske         | *       |
| 11 april     | Birmingham       | Hélio Castroneves | Team Penske         | *       |
| 18 april     | Long Beach       | Ryan Hunter-Reay  | Andretti Autosport  | *       |
| 1 maj        | Kansas           | Scott Dixon       | Chip Ganassi Racing | *       |
| 29 maj       | Indianapolis 500 | Dario Franchitti  | Chip Ganassi Racing | *       |
| 5 juni       | Texas            | Ryan Briscoe      | Team Penske         | *       |
| 20 juni      | Iowa             | Tony Kanaan       | Andretti Autosport  | *       |
| 4 juli       | Watkins Glen     | Will Power        | Team Penske         | *       |
| 18 juli      | Toronto          | Will Power        | Team Penske         | *       |
| 25 juli      | Edmonton         | Scott Dixon       | Chip Ganassi Racing | *       |
| 8 augusti    | Mid-Ohio         | Dario Franchitti  | Chip Ganassi Racing | *       |
| 22 augusti   | Sears Point      | Will Power        | Team Penske         | *       |
| 28 augusti   | Chicagoland      | Dario Franchitti  | Chip Ganassi Racing | *       |
| 4 september  | Kentucky         | Hélio Castroneves | Team Penske         | *       |
| 19 september | Motegi           | Hélio Castroneves | Team Penske         | *       |
| 2 oktober    | Homestead        | Scott Dixon       | Chip Ganassi Racing | *       |